# Estación de Ávila
Ávila es una estación ferroviaria situada en la ciudad española de Ávila en la comunidad autónoma de Castilla y León. Cuenta con servicios de Media Distancia operados por Renfe. Cumple también funciones logísticas.
En 2010, sus servicios de Media Distancia fueron usados por más de 700.000 viajeros.

## Situación ferroviaria
La estación, que se encuentra a 1132,90 metros de altitud, forma parte del trazado de las siguientes líneas férreas:
- Línea férrea de ancho ibérico Madrid-Hendaya, punto kilométrico 120,571.[3]
- Línea férrea de ancho ibérico Ávila-Salamanca, punto kilométrico 0.000.[3]

## Historia
El ferrocarril llegó a la ciudad abulense en 1863 cuando se abrieron al tráfico los tramos El Escorial – Ávila y Ávila – Sanchidrián de la línea radial Madrid-Hendaya. Ávila se convertía así en la primera capital de provincia en unirse a Madrid en el largo trayecto de camino a Francia. M. Rivon, un ingeniero francés, fue el encargado de poner en pie la estación de Ávila.
Las obras fueron llevadas a cabo por la Compañía de los Caminos de Hierro del Norte de España. Posteriormente Avillumer, otro ingeniero de Norte también francés, amplió el edificio original, que se mantuvo invariable hasta 1958, cuando la electrificación y el desdoblamiento de la vía —así como el empalme con la línea férrea a Salamanca— llevaron a RENFE, que explotaba la estación desde la nacionalización de los ferrocarriles de ancho ibérico en 1941, a construir un nuevo edificio para viajeros a la vez que se mejoraban las instalaciones existentes. Las instalaciones serían sometidas a trabajos de restauración en 1992.
Desde el 31 de diciembre de 2004, la estación está gestionada por Adif.

## La estación
La actual estación, construida en 1958, se sitúa fuera de la murallas de la ciudad. Se compone de un pabellón central de dos pisos al que flanquean varias alas laterales. Está recubierta por un tejado de pizarra. Frente a las cercanas estaciones de Medina del Campo o Valladolid muestra un diseño mucho más sobrio, fruto de su reconstrucción al final de la década de los 50. 

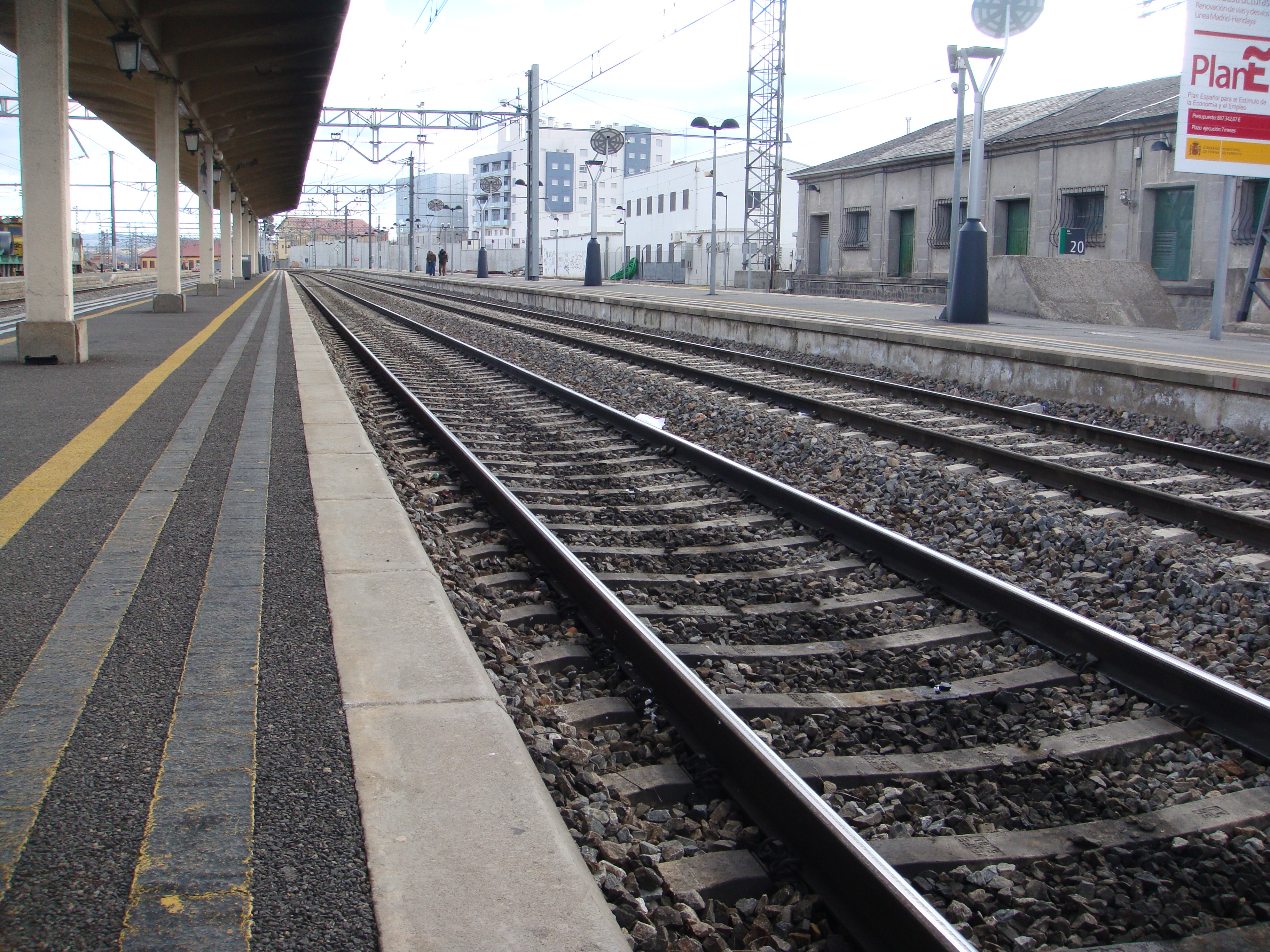
Vista de los andenes

Dispone de cuatro andenes, uno lateral y tres centrales, al que acceden ocho vías. Todos los andenes disponen de marquesina propia. 
Cuenta con venta de billetes, atención al cliente, aseos, información turística, cafetería y restaurante. Todo el recinto está equipado con servicios adaptados para las personas con discapacidad. En el exterior existe un aparcamiento, una parada de taxi y otra de autobuses urbanos.
Una de las vías accede al cargadero con rampa de la fábrica de Nissan.

## Servicios ferroviarios

### Larga Distancia
No hay ningún tren de Larga Distancia desde el 17 de enero de 2010. Los últimos trenes de Larga Distancia de Renfe con parada en Ávila fueron todos nocturnos y permitían viajar, gracias a los servicios de Trenhotel, a destinos como Madrid, Galicia y Lisboa.

### Media Distancia
El intenso tráfico de Media Distancia que ofrece la estación, permite conexiones directas con casi toda Castilla y León (exceptuando Zamora, Soria y Segovia) y con Madrid, alcanzando incluso el País Vasco y la frontera con Francia vía Irún. 